# Australonoe willani
Australonoe willani är en ringmaskart som beskrevs av Sylvanus Charles Thorp Hanley 1993. Australonoe willani ingår i släktet Australonoe och familjen Polynoidae. Inga underarter finns listade i Catalogue of Life.